# خالد المسلم
خالد عبد اللطيف المسلم (1920 - 1986) مواليد دولة الكويت ، دبلوماسي كويتي ونائب سابق شارك في انتخابات مجلس الامة الكويتي في فصله التشريعي الثاني عام 1967 عن الدائرة الثامنة (حولي) وجاء بالمركز الأول وحصل علي (785) صوت ونجح بالانتخابات.

## نبذة
التحق بمدرسة المباركية والأحمدية ودرس على يد مجموعة من العلماء والأساتذة، وأصول القواعد والنحو والحساب، سافر مع بعثة تعليمية إلى بغداد ودرس في دار المعلمين، مارس مهنة التدريس والعمل بالتجارة، وعين أميناً للسر في المجلس البلدي ورئيساً له، وأختير مديراً للإدارة المالية في دائرة المعارف عام 1954 ، وأنتخب نائباً في مجلس الأمة عام 1967 ، وعين سفيراً للكويت في ليبيا والعراق وسوريا (1971 – 1979).